# Lysimachia crassifolia
Lysimachia crassifolia är en viveväxtart som beskrevs av C.Z. Gao och D. Fang. Lysimachia crassifolia ingår i släktet lysingar, och familjen viveväxter. Inga underarter finns listade i Catalogue of Life.